# Ghada Belhaj
Pour les articles homonymes, voir Belhaj.
Ghada Belhaj, née le 15 novembre 2001, est une céiste tunisienne.

## Carrière
Elle est médaillée de bronze en C2 200 mètres et 500 mètres avec Nedra Trabelsi aux Jeux africains de 2019.